# Société générale de Belgique
Pour les articles homonymes, voir Société générale (homonymie).
 (mars 2022).
La mise en forme du texte ne suit pas les recommandations de Wikipédia : il faut le « wikifier ».
Les points d'amélioration suivants sont les cas les plus fréquents. Le détail des points à revoir est peut-être précisé sur la page de discussion.
- Les titres sont pré-formatés par le logiciel. Ils ne sont ni en capitales, ni en gras.
- Le texte ne doit pas être écrit en capitales (les noms de famille non plus), ni en gras, ni en italique, ni en « petit »…
- Le gras n'est utilisé que pour surligner le titre de l'article dans l'introduction, une seule fois.
- L'italique est rarement utilisé : mots en langue étrangère, titres d'œuvres, noms de bateaux, etc.
- Les citations ne sont pas en italique mais en corps de texte normal. Elles sont entourées par des guillemets français : « et ».
- Les listes à puces sont à éviter, des paragraphes rédigés étant largement préférés. Les tableaux sont à réserver à la présentation de données structurées (résultats, etc.).
- Les appels de note de bas de page (petits chiffres en exposant, introduits par l'outil «  Source ») sont à placer entre la fin de phrase et le point final[comme ça].
- Les liens internes (vers d'autres articles de Wikipédia) sont à choisir avec parcimonie. Créez des liens vers des articles approfondissant le sujet. Les termes génériques sans rapport avec le sujet sont à éviter, ainsi que les répétitions de liens vers un même terme.
- Les liens externes sont à placer uniquement dans une section « Liens externes », à la fin de l'article. Ces liens sont à choisir avec parcimonie suivant les règles définies. Si un lien sert de source à l'article, son insertion dans le texte est à faire par les notes de bas de page.
- La présentation des références doit suivre les conventions bibliographiques. Il est recommandé d'utiliser les modèles {{Ouvrage}}, {{Chapitre}}, {{Article}}, {{Lien web}} et/ou {{Bibliographie}}. Le mode d'édition visuel peut mettre en forme automatiquement les références.
- Insérer une infobox (cadre d'informations à droite) n'est pas obligatoire pour parachever la mise en page.

Pour une aide détaillée, merci de consulter Aide:Wikification.
Si vous pensez que ces points ont été résolus, vous pouvez retirer ce bandeau et améliorer la mise en forme d'un autre article.
 (janvier 2023).
Si vous disposez d'ouvrages ou d'articles de référence ou si vous connaissez des sites web de qualité traitant du thème abordé ici, merci de compléter l'article en donnant les références utiles à sa vérifiabilité et en les liant à la section « Notes et références ».
 (mars 2016).
La Société générale de Belgique (en néerlandais : Generale Maatschappij van België) fut fondée le 13 décembre 1822 par le roi Guillaume Ier avec pour nom Algemeene Nederlandsche maatschappij ter begunstiging der volksvlijt, en français : Société générale des Pays-Bas pour favoriser l'industrie nationale. Comme son nom l'indique, elle avait pour but de soutenir l'industrie du Royaume uni des Pays-Bas d'un point de vue économique en favorisant l'accès au crédit dans le contexte de la révolution industrielle.
Après l'indépendance de la Belgique du 4 octobre 1830, la Société générale devint belge et exista jusqu'en 2003, quand son actionnaire unique d'alors, Suez Lyonnaise des Eaux, la fusionna avec Tractebel pour former le groupe Suez-Tractebel. 
Groupe protéiforme, la Société Générale a été (successivement ou conjointement) banque d'émission, banque d'affaires et banque mixte, pour devenir une holding après 1934. Elle a détenu des participations dans tous les secteurs d'activité économique, depuis le charbon jusqu'au leasing en passant par la métallurgie, les transports (canaux, chemins de fer, tramways, compagnies maritimes), la construction métallique et électrique, l'immobilier, les matériaux de construction (bois, ciment...), les métaux non ferreux, l'énergie (électricité, gaz, pétrole), les services financiers, etc. 
A travers un nombre incalculable de filiales et de sous-filiales, elle a été active essentiellement en Belgique et au Congo belge mais aussi dans tous les pays d'Europe, d'Amérique du Sud, d'Amérique du Nord et dans plusieurs pays d'Asie (Chine, Thaïlande) et d'Afrique.

## Histoire

### La création

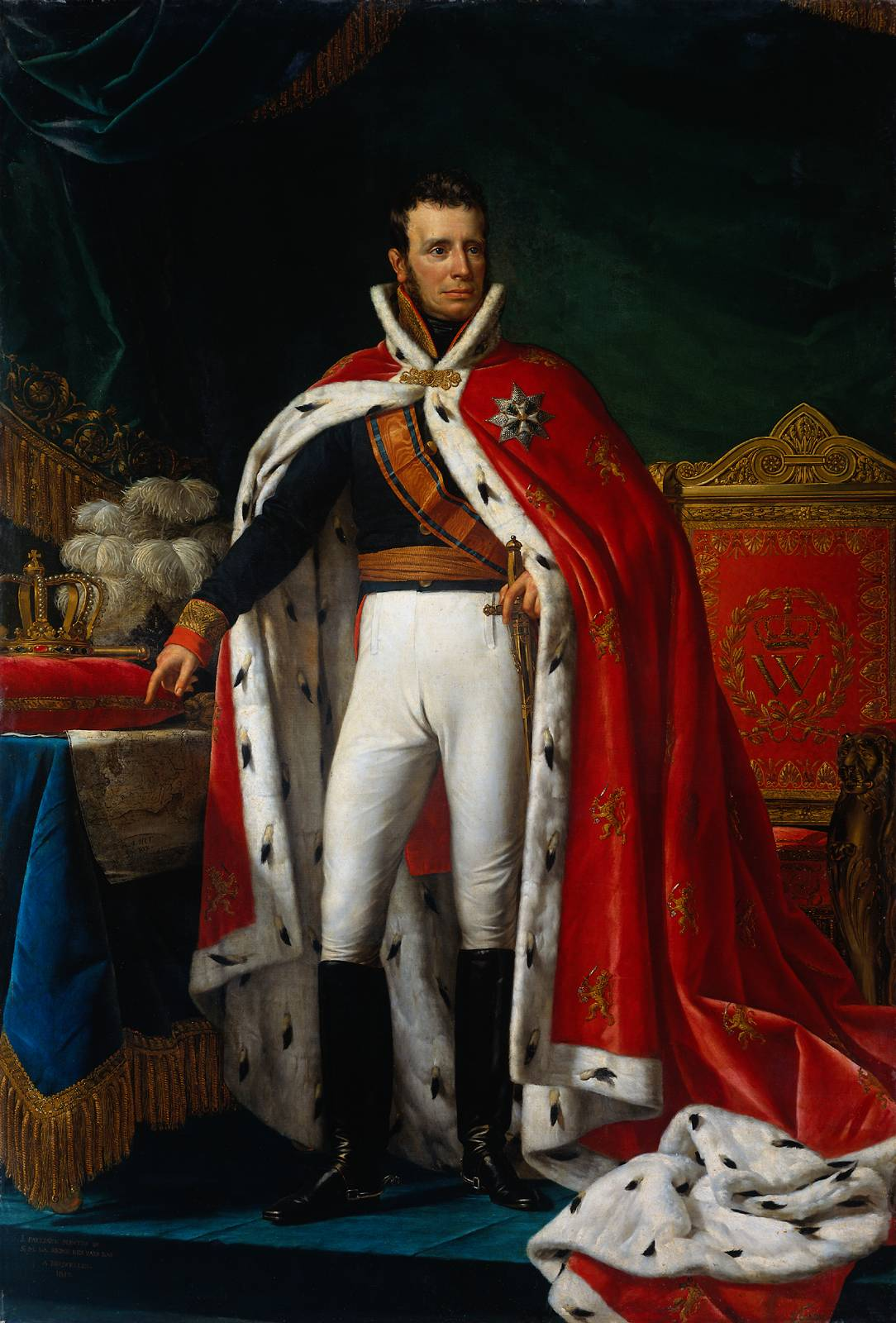
Guillaume Ier d'Orange-Nassau, souverain du Royaume uni des Pays-Bas et fondateur de la Société Générale en 1822.

Fondée le 13 décembre 1822 sur l’initiative du roi Guillaume Ier d'Orange-Nassau et sous le nom d'Algemeene Nederlandsche Maatschappij ter Begunstiging van de Volksvlijt, en français Société des Pays-Bas pour favoriser le développement de l’industrie nationale, la Société générale est née dans le Royaume uni des Pays-Bas mais avait son siège à Bruxelles, dans la province de Brabant. Elle disposait d'un capital de 50 millions de florins néerlandais répartis en 600 actions de 30 millions et en domaines assignés par le roi représentant une valeur de 20 millions de florins. Quelques jours plus tard, le 27 décembre 1822, le roi fonde le syndicat d’amortissement de la dette néerlandaise, chargé des tâches que l’État ne pouvait assumer par les budgets réguliers, ordinaire et extraordinaire.
Il n’y a pas d’autre d’exemple d’un pays dont le développement économique ait été aussi intimement lié à celui d’une entreprise privée, pendant un aussi long laps de temps. Elle était, dans l'esprit de ses fondateurs, une banque d'escompte et de crédit immobilier. Sous le couvert d'une association privée de capitaux, le roi Guillaume cherchait principalement à valoriser les domaines patrimoniaux dont il jouissait en vertu de la constitution (comme la forêt de Soignes), et à trouver grâce à la vente de ces domaines de nouvelles ressources pour financer la dette publique. Pour donner plus d'ampleur à l'activité de la banque - pour que son activité ne reste pas confinée aux milieux bruxellois - le roi accorda un privilège d'émission à la Société générale et lui confia les fonctions de caissier de l'État. Ce n'était pas là une activité très lucrative, sans doute, mais elle permettait à la Générale de disposer sans trop de frais d'un réseau de succursales à travers tout le pays.
Comme prévu, la nouvelle Banque joua dès sa création un rôle actif dans le placement de la dette publique. Elle participa au programme de grands travaux publics du roi Guillaume et s'intéressa à l'escompte de certaines opérations commerciales. Parfois, le papier escompté était renouvelé à terme - il s'agissait en fait d'une intervention indirecte de financement de certaines entreprises industrielles. Dans le Hainaut, en particulier, la Générale multiplia ce type de prêts déguisés aux charbonnages en voie de mécanisation. Elle participa donc indirectement dès les années 1820 à la révolution industrielle en Belgique. Les souscriptions sont relativement faibles au début, le 30 juin 1823 on ne relevait que 31226 actions souscrites dont 1500 à 2000 par des particuliers et 25800 par le roi. De 1823 à 1827 les dividendes passent de 14,81 florins à 39,15 florins par action.
Le 29 mars 1824, le roi fonde la société sœur de la Société Générale : la Société de commerce néerlandaise (Nederlandsche Handel-Maatschappij ) dans le but de favoriser les exportations, principalement vers l'empire colonial néerlandais.

### La révolution de 1830 et ses suites

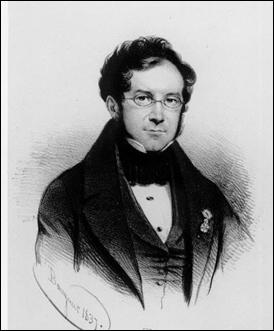
Ferdinand de Meeûs, premier gouverneur de la Société Générale après l'indépendance de la Belgique du 4 octobre 1830.

Lors de la révolution belge de 1830, le gouverneur de la Société générale, le Hollandais Repelaer van Driel, regagna précipitamment La Haye. Un directeur, le secrétaire et plusieurs commissaires se démirent de leurs fonctions. Mais l'institution subsista. La plupart des directeurs se rallièrent sans hésiter à l'ordre nouveau après la déclaration d'indépendance de la Belgique le 4 octobre 1830 (bien que la banque fut souvent suspectée d'orangisme). Sous la houlette du nouveau gouverneur, Ferdinand de Meeûs, la Générale rendit plusieurs services à la jeune Belgique. Dès septembre 1830, elle accepta les fonctions de caissier du jeune État. Elle participa à la négociation d'emprunts destinés à consolider sa situation. Et en 1831, la Banque ouvrit une caisse d'épargne au taux d'intérêt de 4 %, « service éminent aux classes industrielles et à toutes les personnes peu moyennées ». La Banque adopta le nom de Société générale pour favoriser l'industrie nationale (le nom de Société générale de Belgique fut seulement adopté au début du XXe siècle).
Depuis l'indépendance, l'économie manquait cruellement de débouchés. Pour assurer le désenclavement des charbonnages de la région de Charleroi, la banque finança la canalisation de la Sambre, puis pénétra en territoire français, et réalisa avec les Rothschild le canal de la Sambre à l'Oise.
En 1835, à la requête du roi Léopold Ier de Belgique, la Générale créa aussi la Société de Commerce, spécialisée dans les avances sur marchandises. Il s'agissait de faire d'Anvers une plaque tournante du commerce international et de faciliter par tous les moyens le placement des produits belges à l'étranger. 
Visionnaire, le gouverneur de Meeûs voulut que la Générale réalise la ligne ferroviaire entre Paris et Bruxelles... une ligne internationale qui permettrait d'ailleurs aux Français d'intervenir, au cas où le Roi Guillaume des Pays-Bas tenterait un coup de force contre le jeune Royaume de Belgique. Pour que la Générale puisse profiter du formidable coup de fouet que ce projet donnerait à l'industrie nationale, elle reprit ou créa trois complexes sidérurgiques et une douzaine de charbonnages. La Banque attaqua d'autres branches de l'industrie: construction mécanique, agro-alimentaire, textile, immobilier et même deux entreprises de navigation. En tout, la Banque patronna directement ou indirectement la création d'une quarantaine de sociétés entre 1835 et 1838, dont 15 aciéries et 7 grandes mines de charbon, introduites en Bourse de Bruxelles.
De 1831 à 1836, la Générale vendit la plupart de ses domaines fonciers afin de dégager des moyens financiers à investir dans l'industrialisation de l'État. Environ 28 000 hectares, dont près de la moitié constitués de forêts, furent mis en vente publique.

### Les crises de 1838 et 1848
En 1838, une crise sérieuse ébranla l'économie nationale et mit à genoux la Banque de Belgique, établissement concurrent de la Générale, créé en février 1835 par l'ancien ministre Charles de Brouckère pour faire contrepoids à l'hégémonie de la Générale. Les analyses de la crise diffèrent suivant les points de vue. Pour certains, il s'agissait de toute évidence d'une crise de confiance liée à la signature du traité des XXIV articles par le roi Guillaume, et du retour forcé du Limbourg à la Hollande qui s'ensuivit. Pour le gouverneur, de Meeûs, la crise était due à l'existence de deux maisons de crédit distinctes sur la place de Bruxelles : la disparition de la Banque de Belgique, qui restaurerait l'unité du crédit, permettrait d'éviter dans l'avenir ce genre de déboires. Mais de nombreux analystes estimaient que la crise résultait d'une surchauffe de l'économie, liée à la transformation de trop d'entreprises en sociétés anonymes: il fallait ralentir le processus d'industrialisation, interdire la spéculation à laquelle donnaient lieu les opérations de bourse, protéger la petite entreprise en n'autorisant la création de sociétés anonymes que si ces dernières ne pouvaient porter préjudice aux industries existantes. Ce statut était donc réservé aux entreprises « qui, par l'importance des capitaux qu'elles exigent, ou par leur caractère [hasardeux], comme aussi en même temps par leur longue durée, dépassent la portée de l'industrie particulière »... C'était bien à un débat de société que l'engagement déterminé de la Générale dans l'industrie donnait lieu. Il sera désormais entendu que son activité ne serait autorisée par le gouvernement que dans la mesure où elle restait circonscrite à l'industrie lourde.
À dix ans d'intervalle, une nouvelle crise s'abattit sur le pays en 1848. Comme en 1838, elle était d'abord politique : la population belge s'était émue des troubles occasionnés en France par la chute de la monarchie de Juillet. Les épargnants se précipitèrent aux guichets de la Générale et vidèrent la caisse d'épargne, les porteurs des billets en réclamaient le remboursement immédiat en argent sonnant et trébuchant... Simultanément, à la requête du gouvernement belge, qui craignait que l'agitation sociale et politique n'embrase le Hainaut, la Banque fut tenue de continuer ses crédits à l'industrie. Assiégée de toutes parts, la Générale demanda le cours forcé de ses billets. Le Gouvernement n'y consentit qu'à la condition d'une suspension du dividende, qui durerait aussi longtemps que le cours forcé. D'ailleurs, pour le ministre libéral Walthère Frère-Orban, l'heure était venue de doter le pays d'une Banque nationale de Belgique agissant comme institut d'émission unique ou quasi-unique. C'est qu'il redoutait la puissance de la Société générale, véritable État dans l'État, et considérait aussi que ses engagements imprudents dans l'industrie ne devaient pas porter ombrage à l'économie tout entière. En 1849, il n'accepta de proroger l'existence de la Générale que moyennant d'importantes modifications à ses statuts. Le gouverneur Meeûs n'était pas en position de négocier et consentit à cette réorientation des activités de la Générale. Tous les autres membres du Conseil avaient été amenés à démissionner.
La Banque nationale de Belgique fut effectivement créée comme institut d'émission en 1850. Désormais, la vocation de la Générale était quasi exclusivement industrielle. Elle s'est engagée vis-à-vis du gouvernement à participer activement au développement des infrastructures du pays.

### Rail, charbon et acier avant 1914
Dans les années 1850 et 1860, la Société générale devint un groupe industriel spécialisé dans trois domaines d'activité : le charbon, la métallurgie et la construction et l'exploitation de chemins de fer. Dans ces trois domaines, elle agit comme une force centripète, procédant à la concentration progressive des exploitations existantes.
- Dans le secteur ferroviaire, elle construisit pour le compte de tiers plusieurs lignes en Belgique dans les années 1850. Elle en exploita aussi plusieurs pour son compte propre. En s'associant avec des entreprises concessionnaires de lignes complémentaires aux siennes, une de ses filiales, la Société de chemins de fer de l'Est belge, participa à la constitution d'un réseau transnational, connu sous le nom de Grand Central, et qui exploitait des lignes reliant Anvers et le bassin de Charleroi à la France et à l'Allemagne. Toutefois, la concurrence entre le réseau de l'État et celui du Grand Central empêcha ce dernier de prospérer. Cette concurrence aboutira à la fin du siècle à la reprise du Grand Central par l'État.
- Tous les charbonnages patronnés par la Générale étaient soumis à un régime commun de contrôle financier et de gestion technique. Comme certaines de ses filiales exploitaient des concessions mitoyennes, la Générale put mener à bien d'importantes opérations de remembrement, diffusa rapidement les innovations technologiques, rationalisa et fusionna des exploitations, réduisit les frais généraux, et joua un rôle moteur dans la création d'ententes entre charbonniers.
- En sidérurgie enfin, la Générale joua dès les années 1860 un rôle important dans la création de grands ensembles capables d'aligner leurs prix de revient sur ceux du marché international. Elle contribua aussi à explorer de nouveaux débouchés pour ces usines.

### L'expansion à l'étranger et les débuts de la colonisation du Congo
La Société générale intervint aussi à l'étranger. En Europe, une de ses filiales, la Société belge des chemins de fer, construisit et exploita plusieurs lignes de chemin de fer à la fin des années 1870. La Générale développa progressivement son pôle bancaire en France, où elle prit également des intérêts dans le secteur des chemins de fer à voie étroite. Cette tendance expansionniste s'accentua ensuite dans les années 1890, et la Générale investit dans des pays sans cesse plus lointains, dans des secteurs plus diversifiés. Dans le secteur sidérurgique, elle était désormais présente au Grand-Duché de Luxembourg et en Russie. Dans celui des charbonnages, elle était active en Serbie, en Allemagne, aux Pays-Bas. Une de ses sociétés patronnées, la Banque belge pour l'étranger (créée en 1902) fonda un réseau de succursales bancaires en Chine, en Grande-Bretagne, en Égypte... Mais son secteur de prédilection à l'étranger restait le chemin de fer : ses filiales construisirent de nouvelles lignes en Espagne, au Mexique, en Argentine, en Chine, en Russie... Peu avant la guerre, la Générale prit des positions prépondérantes dans deux groupes présents quasi exclusivement à l'étranger, dans les secteurs du chemin de fer, du tramway et de l'électricité : la Compagnie mutuelle de tramways (devenue ensuite Tractebel et reprise aujourd'hui par GDF Suez) et la Société des chemins de fer secondaires (aujourd'hui CFE (Belgique)).
En 1914, les intérêts de la Générale à l'étranger représentaient la moitié de la valeur de son portefeuille... La Banque évoluait sur un marché mondial. La guerre allait toutefois modifier radicalement les possibilités d'une présence massive à l'étranger, en bouleversant les régimes de change et en renforçant les sentiments nationalistes.
En 1906, la Générale s'engagea au Congo à la requête du roi Léopold II de Belgique. C'était avant que le Congo devienne colonie belge. Roi aux deux couronnes, Léopold II régnait à la fois sur la petite Belgique et sur l'immense État indépendant du Congo. En partenariat avec des capitalistes anglais et américains, la Société générale créa trois sociétés placées sous sa gestion, trois sociétés « sœurs » qui furent les plus importantes entreprises industrielles du Congo :
- l'Union minière du Haut Katanga (qui exploitait des mines de cuivre, d'or, d'étain, cobalt...). Cette société est devenue aujourd'hui Umicore;
- la Société internationale forestière et minière du Congo, alias Forminière (qui se spécialisera dans l'exploitation de diamants);
- la  Compagnie du chemin de fer du bas-Congo au Katanga. Cette dernière était chargée de construire une voie ferrée "nationale", c'est-à-dire entièrement implantée sur sol congolais, entre les centres industriels du Katanga et Léopoldville.

Le plan de développement du Congo mis au point par le roi, en collaboration avec un nouveau directeur de la Générale, Jean Jadot, reposait donc sur son industrialisation accélérée. Et même s'il avait fait appel à des capitalistes étrangers, le roi tenait à ce que la direction effective des trois entreprises repose en des mains belges.
En acceptant d'investir au Congo, la Générale renouait avec sa vocation de holding de développement. Tout cela sous le contrôle de l'État belge, qui reprit le Congo comme colonie en 1908. Mise à l'encan du Congo ? Il ne faut pas perdre de vue que dans les trois entreprises créées en 1906, la Colonie elle-même était le principal actionnaire et, partant, le principal bénéficiaire.

### La Première Guerre mondiale et la reconstruction
La Grande Guerre éclata alors que la situation de la Générale était des plus prospères. Pendant les cinq années de conflit, ses efforts vont se concentrer dans trois directions: organiser la résistance morale et le ravitaillement du pays; préserver l'appareil industriel et économique belge, en Belgique même et à l'étranger; préparer un relèvement aussi rapide que possible de la Belgique à l'issue du conflit.
Très vite, la direction comprit que la population ouvrière, privée de travail, était menacée de famine. Si l'on ne faisait rien pour venir en aide aux innombrables démunis, la guerre risquait de provoquer un clivage définitif entre classes sociales. À l'initiative de quelques personnalités bruxelloises - dont le gouverneur de la Générale, Jean Jadot, son directeur Émile Francqui, mais aussi Ernest Solvay, Dannie Heineman (patron de la Sofina, etc. - un "Comité national de secours et d’alimentation" fut mis sur pied, qui réussit à obtenir des belligérants l'autorisation d'importer des vivres en Belgique occupée - sous la surveillance bienveillante de quelques États neutres. En l'absence des autorités légitimes du pays, le Comité national et la Générale jouèrent un rôle essentiel dans la vie sociale de la Belgique occupée, au point que l'on attribuait couramment à Francqui des intentions politiques pour l'après-guerre.
Du point de vue industriel, la Générale s'efforça de maintenir opérationnelles les entreprises indispensables à la survie du pays - les charbonnages, par exemple. Elle aurait également désiré pouvoir organiser l'exportation de produits manufacturés vers les pays neutres, mais les belligérants s'y opposèrent. Petit à petit, faute de matières premières, les usines s'arrêtèrent. Pas mal d'entre elles furent ensuite démantelées par l'occupant, parfois dans le seul but d'affaiblir à jamais l'industrie belge.
Au lendemain de la guerre, la relance de l'industrie belge mobilisa toute l'énergie de la Société générale. Sa direction imagine de créer dans plusieurs secteurs (textile, chimie, sidérurgie...) un "trust" national qui concentrerait l'essentiel des activités du pays. Plus que jamais, la banque revendiquait une vocation véritablement nationale, que l'on peut résumer en trois mots: émanciper le pays (en ressources énergétiques, en matières premières, en moyens financiers, en techniques de pointe...). Le gouvernement intervint de différentes façons pour faciliter le déploiement de la Société générale dans de nouveaux secteurs industriels (non ferreux, engrais, carburants, produits pharmaceutiques...), parce qu'il voyait dans le holding un auxiliaire puissant de sa politique nationaliste. Cette connivence entre le holding et les pouvoirs publics fut alors particulièrement palpable. Elle s'exprima par exemple lors du rachat des entreprises allemandes séquestrées. À la même époque, ce fut avec le soutien inconditionnel et la bénédiction du gouvernement que la Générale joua un rôle capital dans la conquête économique du Grand-Duché de Luxembourg, dans la privatisation de l'économie congolaise ou dans l'expansion bancaire belge à l'étranger. La mise en valeur de la colonie joua évidemment un rôle essentiel dans le projet d'émancipation nationale imaginé à Bruxelles, dans la mesure où le Congo était une source inépuisable de matières premières pour l'industrie belge.

### À l'apogée de sa puissance, vers 1928

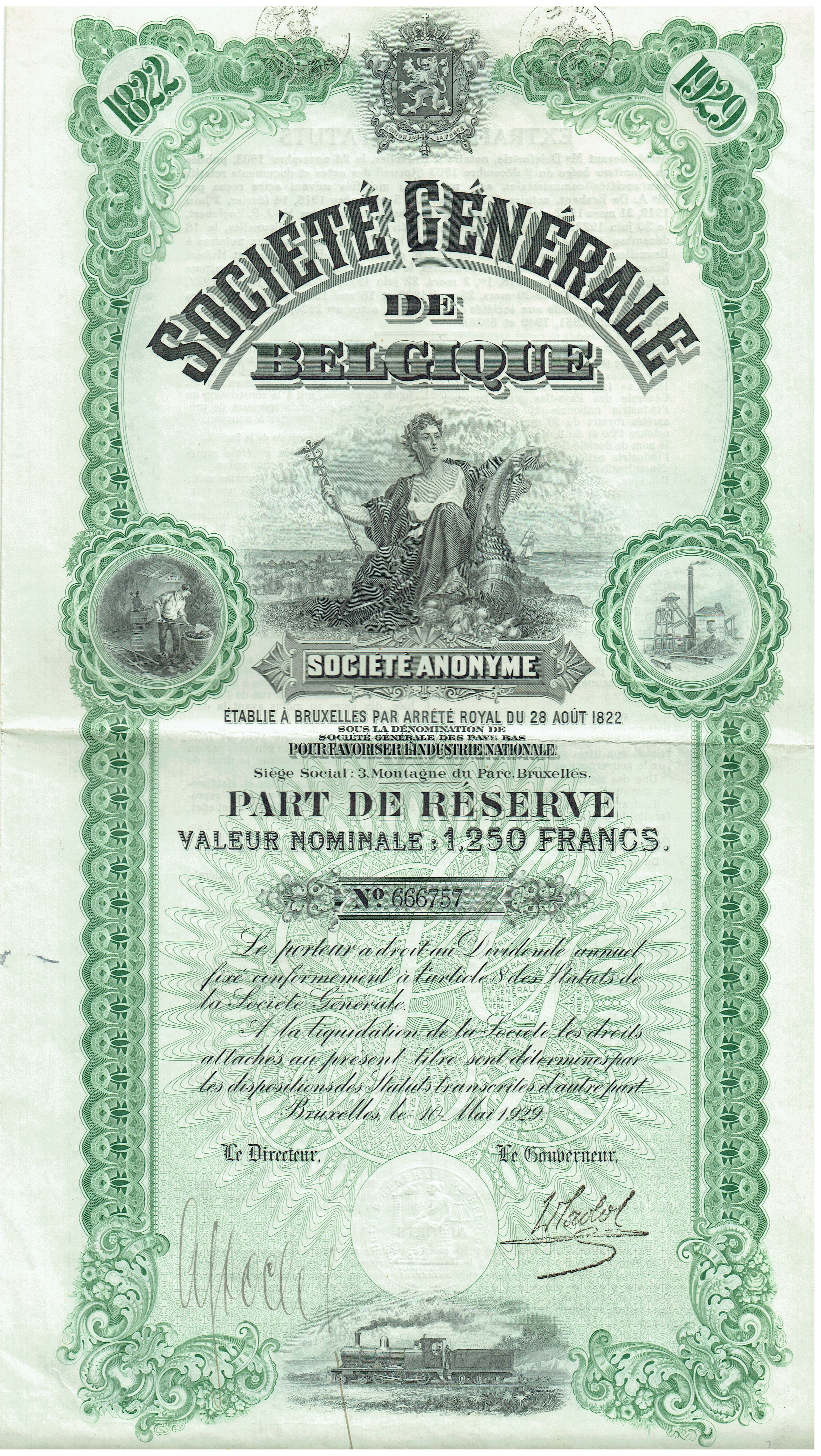
Part de reserve de la Société générale de Belgique en date du 10 mai 1929

En 1928, la Société générale absorba la Banque d'Outremer, fondée en 1899 à l'initiative du général Albert Thys, et qui était devenue sous la direction d'Émile Francqui et du juriste Félicien Cattier, qui deviendra Vice-Gouverneur de la Société Générale, la deuxième puissance financière du pays... Cette opération allait renforcer encore le rôle prépondérant de la Générale dans l'économie belgo-congolaise. Par un réseau de participations en cascade, la Générale était désormais le deuxième plus important actionnaire de l'Union minière du Haut Katanga, après la Colonie elle-même. Elle contrôlait aussi les trois chemins de fer les plus importants de la colonie, la totalité de la production congolaise de cuivre, du diamant, du radium, du ciment et une partie de la production de l'or. Au prix de mille difficultés, elle avait réussi à asseoir solidement les trois sociétés « sœurs » fondées en 1906. En 1928, elle inaugurait avec faste et en présence du roi Albert Ier de Belgique le chemin de fer entre Bukama et Port-Francqui (aujourd'hui Ilebo): le Chemin de fer du Bas-Congo au Katanga ou BCK.
À la même époque, et dans un climat boursier euphorique, la Générale s'efforça de prendre des participations dans les différentes entreprises sidérurgiques belges. Le rêve de carteliser l'ensemble de la production belge d'acier semblait devoir se matérialiser, moins de dix ans après que Jean Jadot ait tenté de négocier la fusion de toutes les entreprises sidérurgiques belges au sein d'un vaste trust. Même tendance à la concentration dans d'autres secteurs. Dans celui de la chimie, par exemple, la Générale prit une part importante à la création de la société Union chimique belge (UCB).

### La grande crise des années 1930, la fin de la banque mixte
Lorsque la Grande-Bretagne abandonna l'étalon-or (été 1931), les bourses de la vieille Europe s'effondrèrent. En Belgique, la Générale participa aux mesures de salut public prises pour enrayer la panique. Elle souscrivit au « syndicat du milliard », un organisme créé par les principaux organismes de crédit pour tenter de réguler les cours par des achats temporaires de titres. Mais en dehors même du syndicat, la Générale racheta de nombreux titres dépréciés, pour éviter la ruine des entreprises qu'elle patronnait. À la requête des pouvoirs publics, elle se porta aussi au secours d'entreprises et d'établissements bancaires défaillants étrangers au groupe. Mais le montant des crédits ouverts à l'industrie augmentait. Faute d'un mouvement d'affaires suffisant, les entreprises n'arrivaient pas à rembourser leurs dettes. Comme en 1848, la Générale se trouva alors paralysée par des créances gelées, jusqu'à ce que l'État en prenne une partie à sa charge, en 1934[réf. nécessaire].
Parallèlement, et dans le souci de protéger l'épargne, le gouvernement imposa en 1934 la scission des banques mixtes: désormais, les banques de dépôt ne pourraient plus détenir des participations dans des entreprises industrielles. Pour se conformer à cette législation, la Société générale fit apport en décembre 1934 de ses activités bancaires à une filiale nouvelle, la Banque de la Société générale de Belgique (devenue ensuite Générale de Banque puis Fortis Banque puis BNP Paribas Fortis). L'année suivante, et sous la pression des partenaires socialistes d'une coalition tripartite, le gouvernement mettait sur pied la Commission bancaire (plus tard Commission bancaire, financière et des assurances), chargée du contrôle des banques de dépôt.
À partir de 1934, la Société générale de Belgique n'est donc plus une banque mixte mais est un holding industriel et financier avec des participations extrêmement diversifiées dans nombre de secteurs: charbon et sidérurgie comme au XIXe siècle, mais aussi transports, chimie, textile, ciment, construction métallique...

### La Seconde Guerre mondiale et la doctrine Galopin
En s'inspirant de l'attitude du gouverneur Jean Jadot pendant la Première Guerre mondiale, son successeur Alexandre Galopin influença considérablement le comportement de l'industrie en Belgique occupée, entre l'invasion en 1940 et son assassinat par la milice pro-nazie "De Vlag", quatre ans plus tard. Les préoccupations du Gouverneur étaient les mêmes qu'en 1914: assurer la subsistance de la population belge; éviter autant que possible les déportations de travailleurs; éviter un clivage entre classes sociales; et maintenir en état l'appareil industriel national. Mais pour survivre, la population belge devait se remette au travail et même exporter une partie appréciable de sa production. Comme l'ensemble de la production et des transactions commerciales était sous contrôle allemand, il était fatal que l'occupant se serve de l'industrie belge pour alimenter son effort de guerre. Galopin estimait que cette contribution pourrait plus efficacement être limitée si le patronat assumait ses responsabilités et acceptait de rester à son poste - ce fut la « politique de présence ».
Cette politique fut largement critiquée par la suite. La politique de présence passa pour une politique de collaboration aux yeux de beaucoup. Pour Galopin, cependant, l'industrie belge devait produire autant que possible pour le marché intérieur, et devait s'interdire de produire du matériel de guerre au sens propre. Après la guerre, ses collaborateurs et les industriels qui avaient suivi la même politique justifièrent leur comportement en disant qu'une résistance à outrance eût transformé la Belgique en cimetière. L'engagement du patronat avait été utile : « Si nous avions déserté, vous [le Gouvernement de Londres] retrouveriez un pays germanisé, profondément divisé: divorce avec la masse, comme en France. Ici, rien de pareil ». La population aurait été livrée « au bon plaisir de l'Allemand », que ce soit en Belgique dans des usines dirigées par l'occupant ou en Allemagne, dans des usines allemandes.
Dans les faits, la politique de travail de Galopin ne réussit à éviter ni les déportations, ni le travail des entreprises belges pour l'ennemi. Mais on est en droit de se demander avec Gaston Blaise, franc-maçon, qui lui succéda comme gouverneur, ce que la Belgique aurait dû endurer, moralement et matériellement, en résistant à outrance à l'occupant.

### Guerre froide et holding en perte de puissance
Dans le contexte socio-politique de l'après-guerre, la notion même de profit fut remise en question. La Générale se trouva désormais en première ligne dans une lutte idéologique entre le libéralisme, le communisme pur et simple et la social-démocratie. Elle dut assurer la défense de l'entreprise libre, à une époque où l'on parlait surtout de nationalisations, d'intervention accrue de l'État et de planification économique. Elle encouragea aussi les efforts réalisés en vue d'améliorer les échanges internationaux, tout en déplorant la lenteur avec laquelle on levait les barrières douanières, notamment entre États européens.
Au début de la guerre froide, la Société Générale finance le réseau anticommuniste d'André Moyen, notamment à l'origine de l'assassinat du président du Parti communiste de Belgique, Julien Lahaut.
Elle continua à jouer un rôle essentiel dans nombre de secteurs industriels : sidérurgie, non ferreux, ateliers métallurgiques, verre, papier, industrie cimentière, production et la distribution d'électricité. Dans tous ces domaines, un phénomène de rattrapage se produisit dans l'après-guerre pour rétablir la compétitivité économique des entreprises belges. Des accords furent passés avec des sociétés américaines pour obtenir des licences de procédés mis au point outre-Atlantique, tandis que les méthodes d'organisation du travail étaient revues pour améliorer la productivité et préserver la compétitivité des entreprises. La Société générale commençait toutefois à souffrir de la séparation radicale entre les banques et l'industrie, réalisée en 1934. Pour assurer l'essor de ses filiales, le holding avait besoin de pouvoir recourir à l'épargne. Or, pour des raisons fiscales notamment, l'investisseur se détournait de l'industrie, tandis que l'État-Providence accaparait une masse sans cesse croissante de ressources. Cette situation obligeait les filiales du groupe à recourir massivement à l'autofinancement. C'est ce qui explique sans doute en partie leur autonomie croissante vis-à-vis de leur maison-mère...
Dans les milieux politiques de gauche, la Société générale se faisait critiquer à la fois comme le parangon du capitalisme sans visage, obsédé par la quête de puissance; et comme un corps sans dynamisme, allergique à l'innovation.
Au Congo, cependant, les entreprises du groupe connurent un âge d'or dans les années 1950. Elles contribuaient aux revenus de la Société générale pour une moitié environ.

### Crise charbonnière, régionalisation économique et construction européenne
Les années 1959-1961 sont une période de transition pour l'économie belge. La crise du charbon entraîna la fermeture accélérée des puits wallons, quelque dix ans avant celle des mines de Campine. Dans ce dossier, la Générale dut à la fois tenir compte des exigences de la CECA, qui demandait un assainissement accéléré du secteur sur le plan européen, et de celles des autorités belges, qui avaient par priorité à tenir compte des conséquences sociales des fermetures.
À la même époque, la Générale dut aussi faire face à une résurgence des tensions communautaires et à une intervention accrue de l'État dans l'économie (mise en place d'une programmation économique, création d'un holding public en 1962). Dans ce contexte peu favorable au lancement d'initiatives nouvelles, la Générale en prit une de taille: dans le cadre des lois de relance économique, elle créa de toutes pièces un nouveau complexe de « sidérurgie maritime » à Selzaete, près de Gand (projet Sidmar). Il s'agissait d'adapter la sidérurgie belge à de nouvelles contingences techniques et commerciales, pour assurer sa survie. Par ailleurs, pour combler le gap technologique qui existait désormais entre entreprises belges et américaines, de nombreuses entreprises furent créées en commun. Même si ces associations furent souvent éphémères, elles contribuèrent à la reconversion économique des régions touchées par la crise charbonnière.
Dans les années 1960, plusieurs sociétés du groupe s'efforcèrent d'acquérir une taille suffisante, pour anticiper sur l'ouverture d'un grand marché européen. C'était le cas dans le secteur de la banque (concentration réalisée en 1964 entre la Banque de la Société générale de Belgique, la Société belge de banque et la Banque d'Anvers), du verre (fondation de Glaverbel en 1961), de la construction électrique (1960), de l'électricité, des bureaux d'étude (concentration des BE de Traction et Électricité et de la Sofina en 1964), de la sidérurgie autour de Cockerill (1955, 1966)... Durant les années 1960, les activités financières prirent aussi une importance accrue, tandis que les valeurs africaines perdaient de leur importance relative après l'indépendance du Congo en 1960 et la nationalisation des mines de cuivre en 1967.

### La crise économique des années 1970
La crise économique des années 1970 fut d'abord énergétique. Elle débuta lors du flambée des prix pétroliers, en 1973. Cet événement survint alors que les économies occidentales étaient sujettes à une inflation galopante des prix et des salaires. Puis, vers la fin de l'année 1974, la récession industrielle commença. Cette crise était d'amplitude mondiale. À des facteurs conjoncturels, se mêlaient des changements structurels des moyens de production, et l'adaptation se fit dans la douleur.
La Générale, dont une bonne partie du portefeuille relevait de l'industrie lourde, souffrit des grands changements structurels induits par la crise. Le holding s'efforça de soutenir ses filiales, dont plusieurs étaient fort ébranlées. Pouvait-elle d'ailleurs les abandonner à leur sort, alors même que les pouvoirs publics la sollicitait pour pratiquer une politique dynamique de l'emploi ? La Générale fut ainsi amenée à porter à bout de bras des entreprises en pertes récurrentes, parce qu'il n'était politiquement et socialement pas possible d'« élaguer » le portefeuille. Indubitablement, la société payait là le prix de sa vocation « quasi-institutionnelle ». Et lorsqu'elle réussit à se dégager du secteur sidérurgique, ce ne fut pas sans essuyer les reproches les plus vifs de la part du politique et des syndicats, et moyennant la promesse d'intervenir dans la reconversion des régions touchées par la crise de l'acier.
La Générale s'efforça de redynamiser les nombreux secteurs dans lesquels elle restait présente. Alors même que tout recours à l'épargne était devenu impossible, elle essaya aussi de renouer avec la vocation créatrice d'un holding en lançant des projets axés sur des techniques de pointe, mettant en œuvre les compétences de plusieurs filiales. Mais en même temps, les pertes essuyées dans plusieurs secteurs furent terribles.

### Les efforts de recentrage des années 1980
Les années 1980 furent marquées par un effort de la direction de la Générale pour s'arracher aux effets néfastes de la crise et pour redéfinir une série d'objectifs à sa portée. Sous la conduite du treizième gouverneur, René Lamy, les finances du holding furent assainies. Par des appels répétés à l'épargne, dans un contexte de confiance retrouvée, les fonds propres de la Générale furent multipliés par sept en moins de sept ans. Revers de la médaille, l'actionnariat devient de plus en plus dispersé et instable (un groupe d'investisseurs flamands va d'ailleurs spéculer sur le titre en 1987 en s'efforçant d'obliger la direction de la Générale à racheter un paquet de ses propres titres).
La stratégie industrielle du groupe fut l'objet d'une intense réflexion. Son avenir fut axé sur son internationalisation, l'élagage de son portefeuille et son redéploiement dans des secteurs porteurs. Les activités traditionnelles du groupe furent regroupées au sein de quelques sociétés pivots, et de nouvelles branches d'activité furent résolument attaquées : le trading, l'électronique, les médias (en association notamment avec le groupe GBL)... Le holding renforça ses participations dans les sociétés pivots, spécialement Tractebel et la Banque, tandis qu'il se dégageait à terme de certaines participations industrielles « historiques » comme celles dans la FN, BN, Arbed, CFE, Pabeltec...
La Société générale de Belgique conserve cependant ses participations dans les entreprises rentables de la métallurgie, telle que la société Durrschmidt, spécialiste des meules abrasives agglomérées, implantée à Corbas, près de Lyon, mais qui sera cédée en 1991.

### Le grand chambardement de 1988
En janvier 1988, le patron italien Carlo De Benedetti annonce son intention de lancer une OPA (offre publique d'achat) sur une partie du capital de la Société générale de Belgique, dont il entend devenir le premier actionnaire pour, dit-il, lui donner un nouveau souffle. De Benedetti agit via une société française, Cerus, dirigée par Alain Minc. De Benedetti avait une réputation de redresseur d'entreprise avec Olivetti et, en France, l'équipementier Valeo. La direction de la Société générale de Belgique, à savoir René Lamy, Jacques van der Schueren et Étienne Davignon, va résister à cette opération et tenter de procéder dans l'urgence à une augmentation de capital de façon à diluer les positions déjà acquises par de Benedetti. Parallèlement, Davignon cherche à créer un noyau d'actionnaires stables, d'abord en recourant aux services d'André Leysen (mais celui-ci ne trouvera pas d'ancrage dans le Nord du pays). Le groupe français Suez se montre alors l'arbitre des destinées de la société. Au terme d'une bataille boursière, il prend le contrôle de la holding avec l'appui d'une nouvelle coalition d'actionnaires belges, emmenée par la compagnie d'assurances AG (dirigée par Maurice Lippens).
La tentative d'OPA lancée par Carlo de Benedetti et ses alliés sur la Société générale, début 1988, apparaît comme un tournant fatal dans l'histoire de la Société générale. Du combat que se livrèrent les groupes français Cerus et Suez pour prendre le contrôle du principal holding belge, on peut faire plusieurs lectures: juridique (avec comme principaux acteurs Jean-Louis Duplat, à l'époque président du tribunal de Commerce, et la Commission bancaire); politique (avec l'absence de soutien du gouvernement belge, l'indifférence de la plupart des hommes politiques devant l'aliénation du premier holding du pays, le soutien au contraire de l'Élysée à Suez); financière (la perte d'indépendance de la Société générale va entraîner un boom boursier, la phobie des OPA et la recherche effrénée d'actionnaires stables par les principales entreprises du pays); industrielle (avec le recentrage de la Société générale sur quelques secteurs d'activité, recentrage qui entraîne la vente de nombreuses filiales).
À Bruxelles, le groupe Suez délègue successivement à la tête de la Générale:
- 1988-1991 : Hervé de Carmoy[6], un ancien de la Chase Manhattan Bank et la Midland Bank à Londres. Ses quelques mois passés à la tête de la Générale vont amener de sérieux tiraillements au sein de la direction. De Carmoy est resté célèbre pour la façon très directe dont il s'est défait des participations dans CIG-Intersys, dans Pabeltec, dans PRB et dans FN. Il est aussi celui qui a fait procéder à la fusion entre ACEC-Union minière, Vieille Montagne et MHO: c'est la concentration de l'ensemble des sociétés de non ferreux du groupe en une société unique.
- février 1991-1995 : Gérard Mestrallet (il deviendra plus tard CEO de GDF-Suez). Contrairement à de Carmoy, c'est un pur produit du groupe Suez, il a fait toute sa carrière dans le groupe. À la tête de la Générale, il a négocié de nouveaux désengagements, comme la vente de CMB (ancienne Compagnie maritime belge) ou de CBR (anciennement Cimenteries Belges Réunies).
- 1995-1998 : Philippe Liotier, un ami de Gérard Worms, déjà venu en Belgique en 1989 pour être directeur d'Acec-Union minière, avant de rejoindre la Société générale de Belgique comme directeur délégué aux participations industrielles et à la stratégie. Désengagement de la Générale de Banque par vente à Fortis.
- 1998-2001 : Christine Morin-Postel, issue du sérail de la Lyonnaise des Eaux

### Une fin peu glorieuse
Les échecs de Suez dans la banque ou l’immobilier font de sa participation dans la Générale une part de plus en plus importante de son patrimoine. Gérard Mestrallet, rappelé de Bruxelles à Paris en 1995 pour succéder à Gérard Worms, choisit de donner une orientation résolument industrielle à Suez et liquide les pôles bancaire et immobilier. En 1997, le groupe Suez fusionne avec la Lyonnaise sous le nom provisoire de Suez-Lyonnaise des Eaux et annonce sa volonté de devenir un groupe industriel spécialisé dans l'eau, l'énergie, la propreté.
En avril 1998, le groupe Suez lance une OPE sur les actions de la Société générale en circulation. Le groupe français cherche à simplifier l'organigramme de son groupe, en supprimant un étage intermédiaire considéré comme inutile - et ce, en dépit des résistances d'Étienne Davignon. Il ambitionne visiblement de limiter aussi le groupe de la Générale à sa participation dans Tractebel, sa filiale spécialisée dans l'énergie. La fusion entre la Société générale de Belgique et Tractebel est chose faite en 2003 où la SGB disparait (après 181 ans d'existence). La nouvelle société s'appellera Suez-Tractebel.

## Une société sans équivalent
Son passé un peu particulier a fait de la Société générale de Belgique une société unique en son genre.

### La part de réserve
Au cours de l'assemblée générale de 1850, un important actionnaire, François Masquelin, qui représentait plusieurs compagnies d'assurance intéressées au capital de la Générale, proposa de scinder le titre de la banque en deux: l'action de capital et la part de réserve. 
- L'action de capital, au porteur, jouirait d'un intérêt de 5 % payable par priorité sur les bénéfices et au besoin sur les fonds de réserve.
- La part de réserve, nominative, recevrait les surplus des bénéfices de la société à titre de dividende : le fonds de réserve de la banque appartiendrait aux détenteurs de parts de réserve.

Par la suite, les actions de capital furent remboursées et converties. Seules restèrent les « parts de réserve », aux revenus fluctuants. C'est ce qui explique ce nom, encore donné au titre de la Générale lors de l'OPA de 1988.

### Les gouverneurs et directeurs de la Société générale
La Générale n'était pas dirigée par un conseil d'administration, mais par un conseil de direction, à la tête duquel le roi Guillaume avait placé un gouverneur. Treize gouverneurs se sont ainsi succédé à la tête du groupe (et pendant longtemps, le Palais royal joua un rôle dans leur choix). Le titre a été aboli en 1988. Une institution financière belge conserve cependant un gouverneur à sa tête : la Banque nationale de Belgique.
Voici la liste des treize gouverneurs successifs :
- Ocker Repelaer van Driel 1823-1830
- Ferdinand de Meeûs 1830-1861
- Charles Liedts 1861-1877
- Victor Tesch 1877-1892
- Ferdinand Baeyens 1892-1913
- Jean Jadot 1913-1932
- Émile Francqui 1932-1935
- Alexandre Galopin 1935-1944
- Gaston Blaise 1944-1950 (Ath, 19/12/1880-Bruxelles, 25/02/1964) - franc-maçon
- Paul Gillet 1950-1961
- Max Nokin 1961-1974
- Paul-Émile Corbiau 1975-1980
- René Lamy 1981-1988

### L'empire de la Société Générale
Le poids de la Société Générale dans l'économie belge a augmenté sans cesse en valeur absolue, mais diminué sur le long terme en valeur relative. Au milieu du XIXe siècle, on peut estimer que la Générale contrôlait quelque 40 % de l’industrie lourde (20 hauts-fourneaux sur 50)[réf. nécessaire].
Par ailleurs, il ne faut pas retenir que les aspects quantitatifs pour apprécier la puissance de la Générale. Les entreprises qu’elle patronnait jouèrent souvent un rôle moteur dans les associations professionnelles et les cartels regroupant toutes les entreprises d’un même secteur. 

## Les anciennes filiales
- Canal de la Sambre à l'Oise
- Coditel
- Compagnie maritime belge (CMB) - compagnie de transport cargo
- Distrigaz
- Electrabel
- Fabrique nationale de Herstal - fabricant d'armes
- Générale de Banque
- Tractebel
- ACEC
- Union minière du Haut Katanga - compagnie minière en Afrique
- Charbonnage de Monceau Fontaine
- Compagnie immobilière de Belgique

## Archives
Une bonne partie des archives de la Société générale de Belgique (plusieurs centaines de mètres de documents) est conservée aux AGR (Archives générale du Royaume) à Bruxelles. Les inventaires d'une partie de ces archives conservées aux AGR sont en ligne sur le site de l'Association pour la Valorisation des Archives d'Entreprises. Une autre partie des archives est conservée par la banque BNP Paribas-Fortis et son inventaire est en ligne sur le site du BNP Paribas Fortis Historical Centre.
Elles ont alimenté de nombreux ouvrages consacrés à la SBG, dont celui rédigé par Jean-Louis Moreau et René Brion pour le Fonds Mercator à l'occasion du 175e anniversaire de la SGB en 1997 (« La Société générale de Belgique, 1822-1997 »).

## Sources et bibliographie
- René Brion, Jean-Louis Moreau, La Société générale de Belgique, 1822-1997, Fonds Mercator, 1998  (ISBN 9-0615-3396-1)(voir fiche livre)
- G. Kurgan-van Hentenryk, Gouverner la Générale de Belgique. Essai de biographie collective, De Boeck Université, 1996  (ISBN 2804123219), 9782804123215, 268 pages
- X. Mabille, C.H. Tulkens, A. Vincent, La Société Générale de Belgique 1822-1997. Le pouvoir d’un groupe à travers l’histoire, Bruxelles, Ed. Crisp, 1997.
- Jules Malou, historique sur la Société Générale pour Favoriser l’Industrie Nationale établie à Bruxelles (1823‐1862), Bruxelles, 1863.
- Le centenaire de la Société Générale de Belgique 1822‐1922, Bruxelles, 1922.
- La Société Générale de Belgique 1822‐1972, Bruxelles, 1972.
- C. d’Ydewalle, G. Bosschaert de Bouwel, Une grande dame, la Société Générale de Belgique, Ed. Labor, Bruxelles, 1972
- Fralon & Dethomas, Les Milliards de l'orgueil, Gallimard.
- Alain Minc, La Grande Illusion, Grasset, 1989 et Livre de Poche, spéc. p. 186–190.
- Béatrice Delvaux et Stefaan Michielsen, Le Bal des empires. Les dessous du capitalisme belge, Racine, Bruxelles, 1999.
- Martine van den Driessche, Poker d'enfer. OPA sur la Générale.
- René Lamy, Narration authentique d’une O.P.A. Bataille pour la Société Générale de Belgique, Paris – Louvain‐la‐Neuve, 1990
- Henri Pirenne, Histoire de Belgique, vol. 3, Bruxelles, La renaissance du livre., 1927.
- Robert Demoulin, Les finances publiques sous le régime hollandais, Bruxelles, Établissements Emile Bruylant, 1950 (lire en ligne).